# Processo stocastico
In matematica, più precisamente nella teoria della probabilità, un processo stocastico (o processo aleatorio) è la versione probabilistica del concetto di sistema dinamico. Un processo stocastico è un insieme ordinato di funzioni reali di un certo parametro (in genere il tempo) che gode di determinate proprietà statistiche. In generale è possibile identificare questo processo come una famiglia con un parametro di variabili casuali reali {\displaystyle X(t)} rappresentanti le trasformazioni dallo stato iniziale allo stato dopo un certo tempo {\displaystyle t}. In termini più precisi questo si basa su una variabile casuale che supera il limite dei numeri reali (come ad esempio, {\displaystyle \mathbb {R} ^{n}}, o spazi funzionali, o successioni di numeri reali). I processi aleatori sono un'estensione del concetto di variabile aleatoria quando viene preso in considerazione anche il parametro tempo.

## Descrizione
Da un punto di vista pratico, un processo stocastico è una forma di rappresentazione di una grandezza che varia nel tempo in modo casuale (ad esempio un segnale elettrico contenente informazione ovvero modulato, il numero di autovetture che transitano su un ponte, ecc.) e con certe caratteristiche. Facendo delle prove (o osservazioni) ripetute dello stesso processo, si ottengono diversi andamenti nel tempo (realizzazioni del processo); osservando le diverse realizzazioni a un istante {\displaystyle t} si ottiene una variabile aleatoria {\displaystyle X(t)} che comprende i diversi valori che il processo può assumere in quell'istante. Tali valori avranno un valore medio, che, nel caso di variabile aleatoria gaussiana, costituiranno il valore al centro della "campana" gaussiana all'istante {\displaystyle t}. Quindi per ciascun istante si può definire una variabile aleatoria, una gaussiana o altra, che rappresenti il valore più probabile del processo con il relativo indice di scostamento o deviazione standard.

### Concetti e definizioni
Si definisce processo stocastico una famiglia di variabili aleatorie {\displaystyle \{X(t),t\in T\subseteq \mathbb {R} _{+}\}} dipendenti dal tempo, definite su uno spazio campione {\displaystyle {\Omega }} e che assumono valori in un insieme definito spazio degli stati del processo. Un processo stocastico è quindi un insieme di funzioni che evolvono nel tempo (le cosiddette funzioni campione o realizzazioni), ognuna delle quali è associata ad un determinato elemento dello spazio campione, così che il risultato di un esperimento casuale corrisponde di fatto all'estrazione di una di queste funzioni.
Fissando un istante di tempo {\displaystyle {\tilde {t}}}, è possibile individuare valori generalmente differenti, ognuno relativo a una determinata realizzazione e quindi ad un elemento dello spazio campione: {\displaystyle X({\tilde {t}})} è allora una variabile aleatoria e rappresenta la "fotografia" del processo stocastico in un determinato istante; quindi, rispetto a una semplice variabile aleatoria, esso fornisce anche un'informazione relativa all'evoluzione temporale.
Per descrivere un processo aleatorio è sufficiente utilizzare la funzione di densità di probabilità congiunta, o, analogamente, la funzione di distribuzione di probabilità congiunta, delle variabili aleatorie {\displaystyle \{X(t_{1}),X(t_{2}),\ldots ,X(t_{n})\}}.
Lo spazio della variabile tempo, cioè l'insieme {\displaystyle T=\{t_{i},i=1,2,\ldots ,n\}}, può essere continuo o discreto: nel primo caso si parla di processo stocastico "continuo nel tempo" (o processo stocastico tempo-continuo), mentre nel secondo caso si parla di processo stocastico "discreto nel tempo" (o processo stocastico tempo-discreto). In alternativa si usa la formulazione "processo stocastico a parametro discreto" o "continuo".
L'insieme dei valori che possono assumere le realizzazioni costituisce il suddetto spazio degli stati del processo e rappresenta le "situazioni" descritte dalle variabili casuali e indicate per esempio con {\displaystyle s_{0},s_{1},s_{2},\ldots }. Tale insieme può essere continuo o discreto: in quest'ultimo caso, che implica la numerabilità degli stati, il processo aleatorio viene definito catena.
Se la variabile casuale è discreta allora si parla di "processo stocastico discreto", se invece è una variabile casuale continua allora si parla di "processo stocastico continuo" (sottinteso "nello spazio degli eventi").
I processi stocastici si distinguono in markoviani e non markoviani a seconda che la legge di probabilità che determina il passaggio da uno stato all'altro (probabilità di transizione) dipenda unicamente dallo stato di partenza (processo markoviano) o anche dagli stati ad esso precedenti (processo non markoviano).
Se la probabilità di transizione dipende dagli stati precedenti ma non dipende esplicitamente dal tempo t, allora si parla di processo stocastico omogeneo.
I processi stocastici ciclostazionari servono per descrivere processi generati da fenomeni periodici.

### Esempio introduttivo
Si supponga di voler definire matematicamente la dinamica di un punto che si muove su una retta con una data legge probabilistica. Si può definire un processo stocastico come la collezione delle variabili casuali {\displaystyle \{S_{t},t\in \mathbb {R} \}}, dove per ogni valore del tempo {\displaystyle t}, {\displaystyle S_{t}} è la variabile casuale (reale) che esprime la legge probabilistica del punto considerato al tempo {\displaystyle t}. Se si definisce {\displaystyle S_{t}} come la soluzione all'equazione differenziale stocastica
{\displaystyle dS_{t}=-\mu S_{t}dt+\sigma dW_{t},}
dove {\displaystyle \mu \in \mathbb {R} }, {\displaystyle \sigma \in \mathbb {R} _{>0}}  e {\displaystyle W_{t}}  denota il processo di Wiener,  allora {\displaystyle (S_{t})_{t}} definisce il processo di Ornstein-Uhlenbeck.